# ヴェールの乙女
『ヴェールの乙女』（ヴェールのおとめ、英語: The Veiled Virgin）は、19世紀イタリアの彫刻家ジョヴァンニ・ストラッツァによって制作された大理石像である。カラーラ地方で産出される良質なカラーラ大理石を使用して制作された、聖母マリアをモチーフとした胸像である。正確な制作年は分かっておらず、1850年台初頭と見られている。
透けたヴェールを纏った女性の像のように見えるが、実際はヴェール部分も大理石で彫られている。こうした技法はイタリアのリソルジメント派に属する彫刻家が好んで用いた手法であり、ピエトロ・ロッシやラファエレ・モンティなども同様の作品を制作している。
ローマで制作されたとみられるこの像は1856年にニューファンドランド島へ運ばれており、当時の司教ジョン・トーマス・マロックの日誌には12月4日の出来事として「ストラッツァ作の大理石で出来た美しい聖母マリア像が無事に届いた。顔はヴェールで覆われているものの、その特徴ははっきりと見ることができる。まさに芸術的な一品である」と記されている。その後、洗礼者ヨハネ大聖堂に隣接する司教館に安置され、1862年にプレゼンテーション修道院の院長であるメアリー・マグダレナ・オショーネシーに贈られた。以降、胸像は大聖堂近郊のカテドラル・スクエアにあるプレゼンテーション修道女会が管理している。